# Marumba quercus
Marumba quercus är en fjärilsart som beskrevs av Denis och Ignaz Schiffermüller 1775. Marumba quercus ingår i släktet Marumba och familjen svärmare. Inga underarter finns listade i Catalogue of Life.

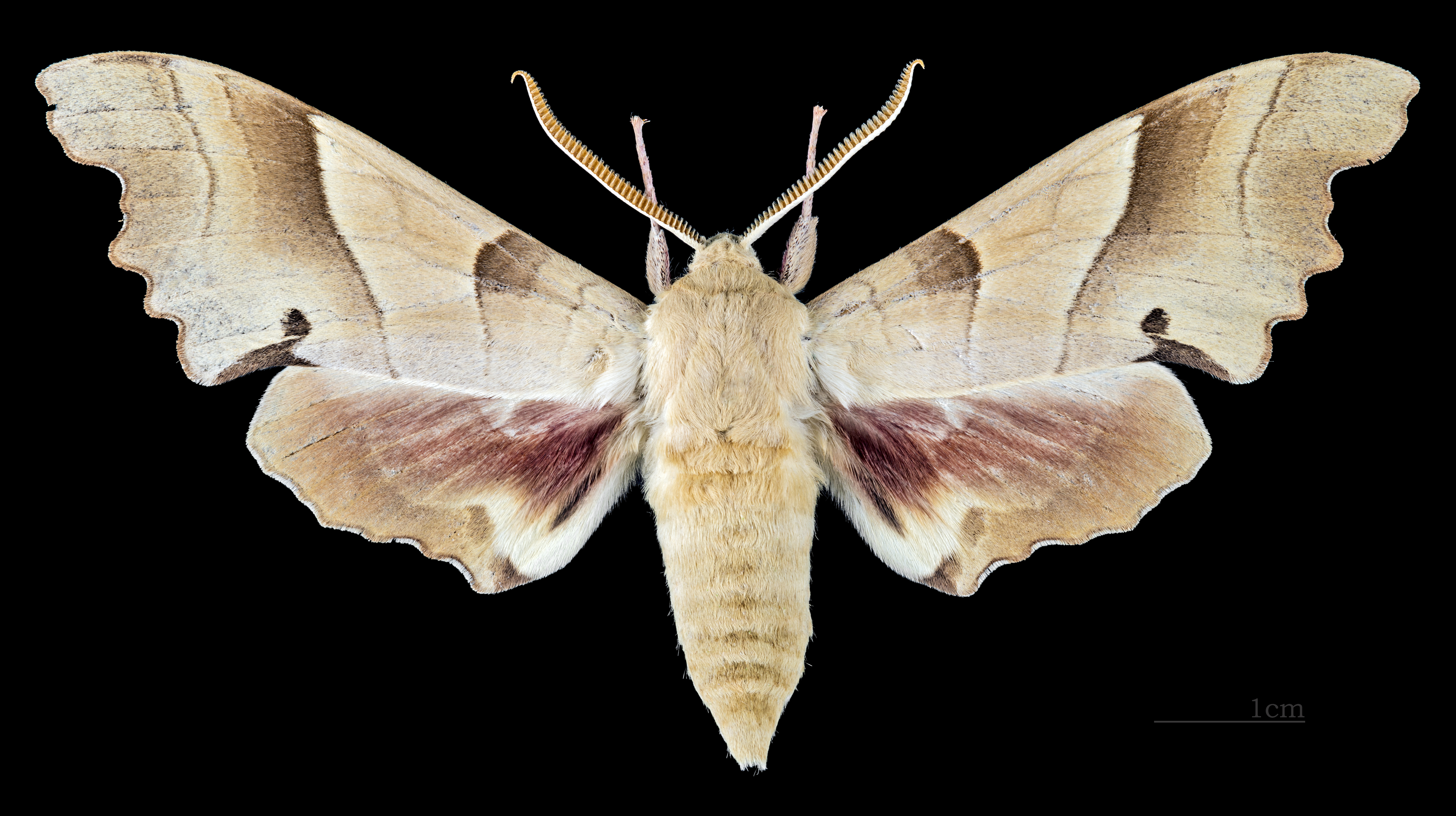
♂
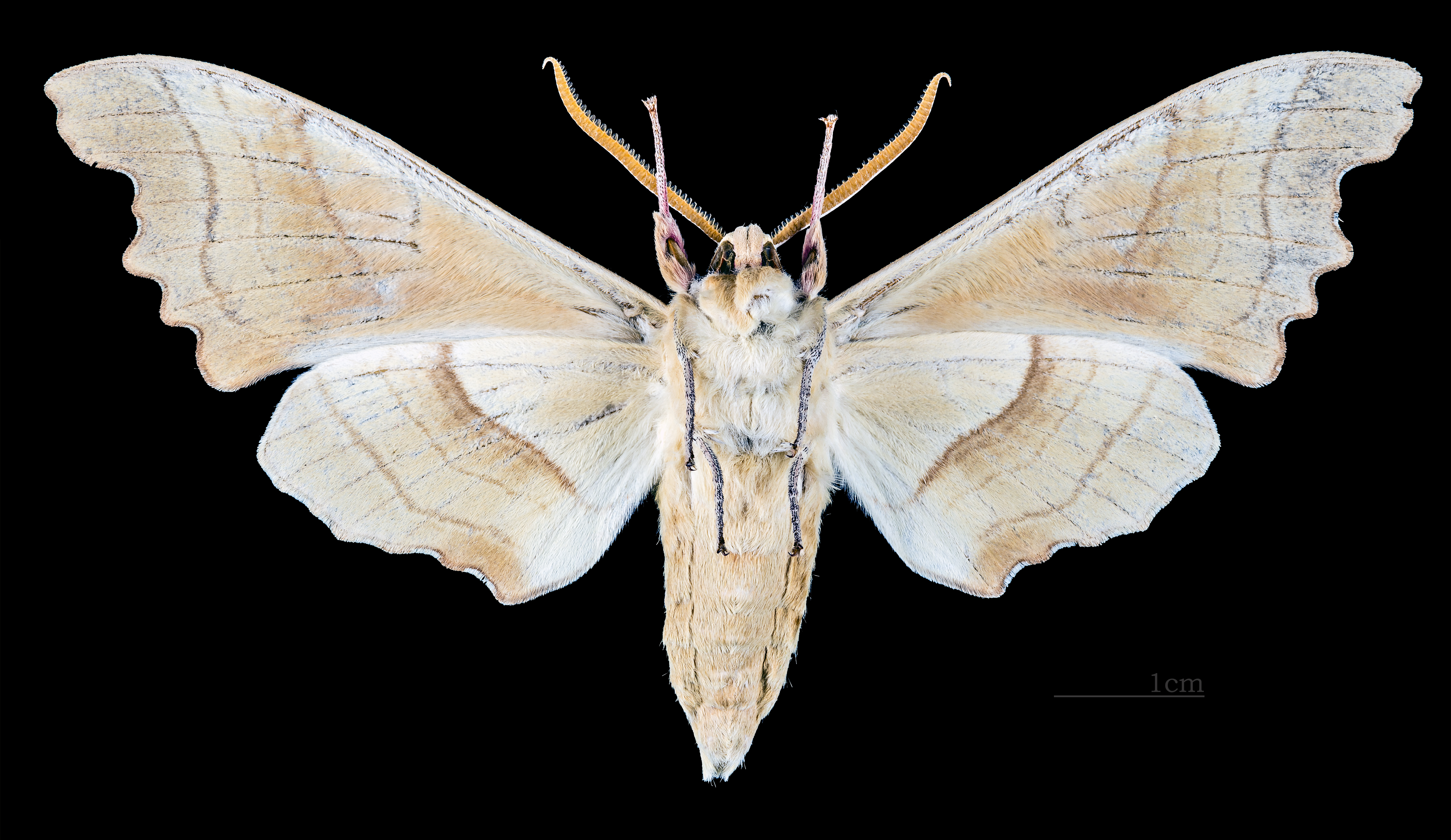
♂ △
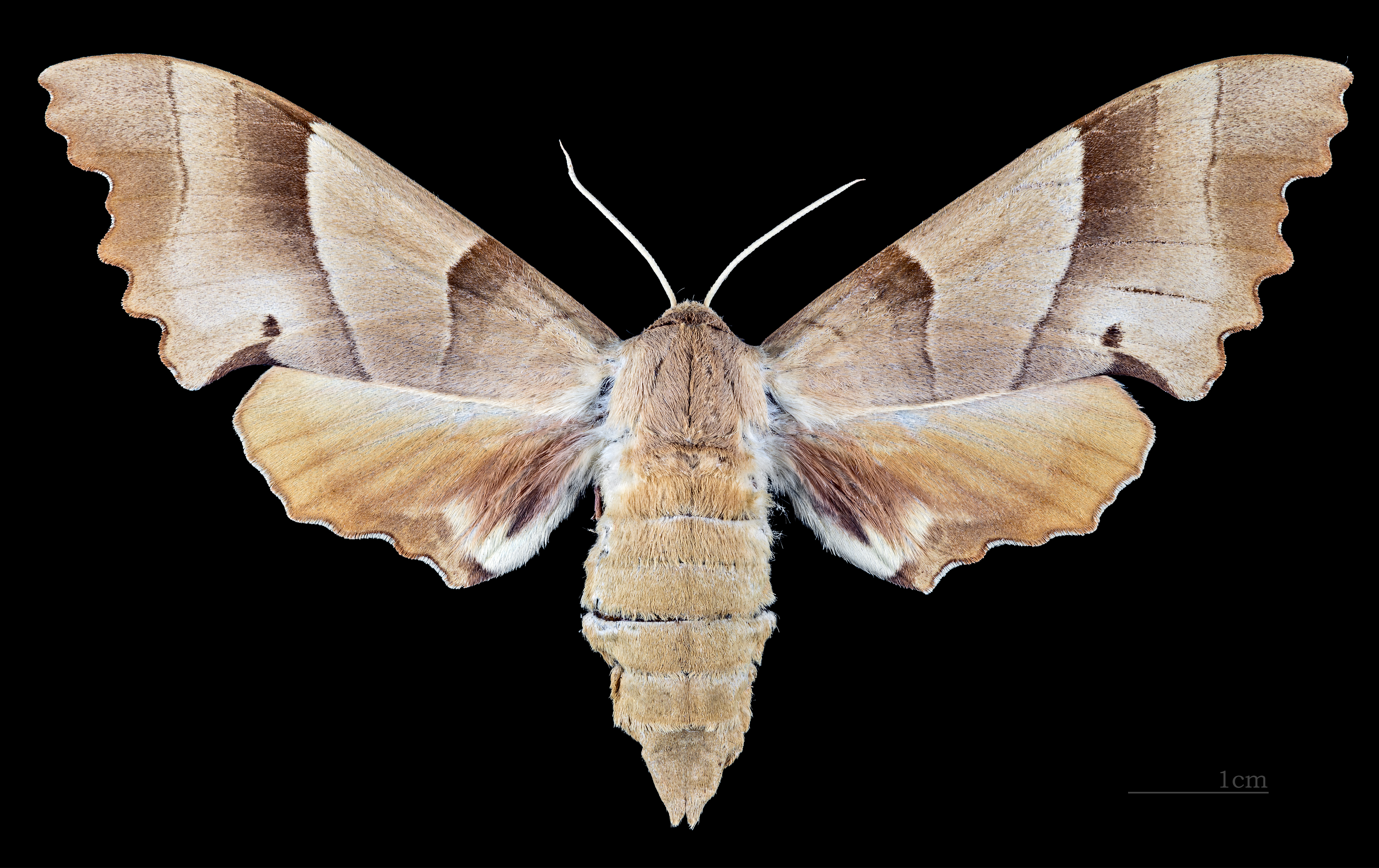
♀
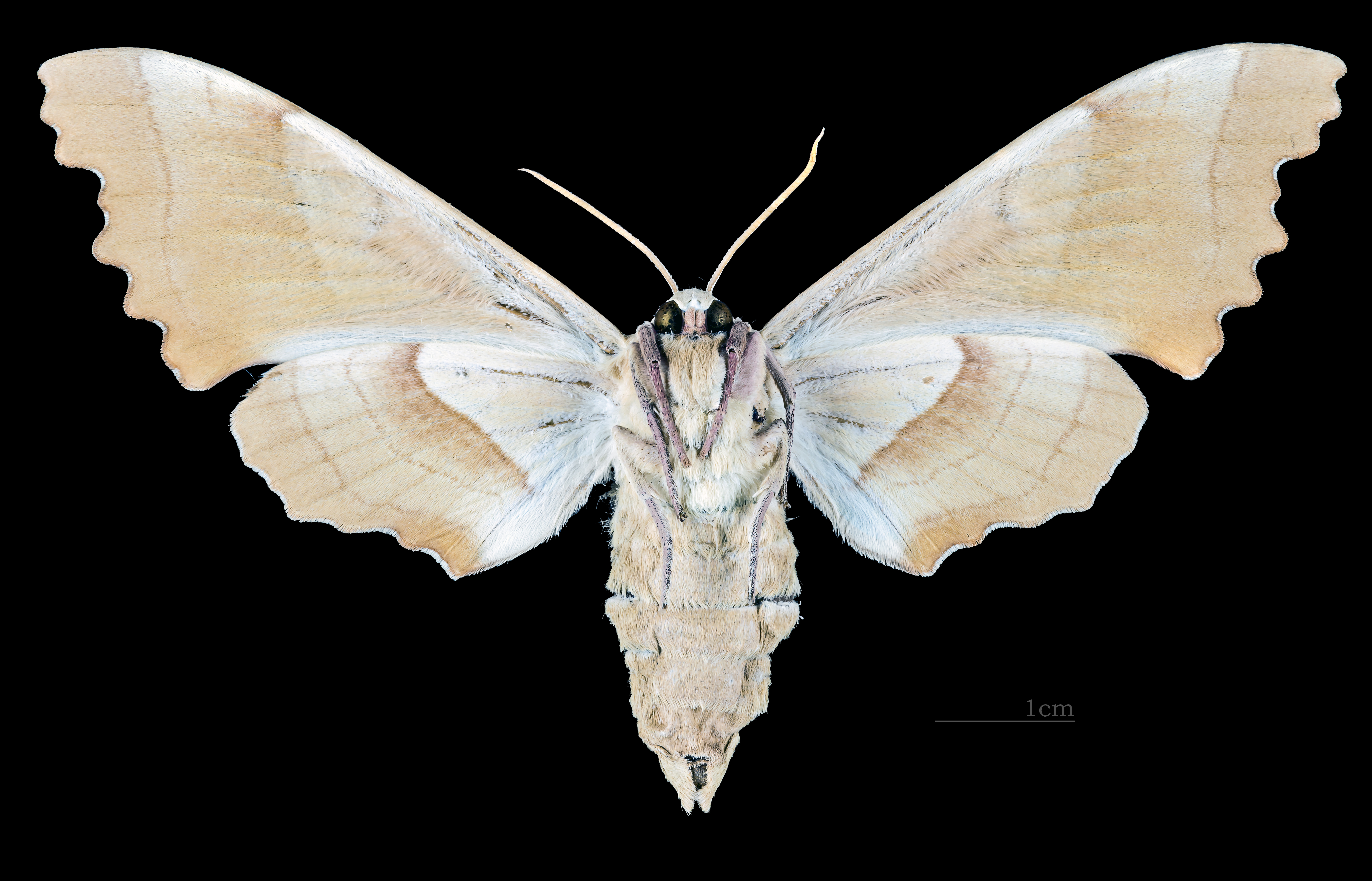
♀ △

## Bildgalleri

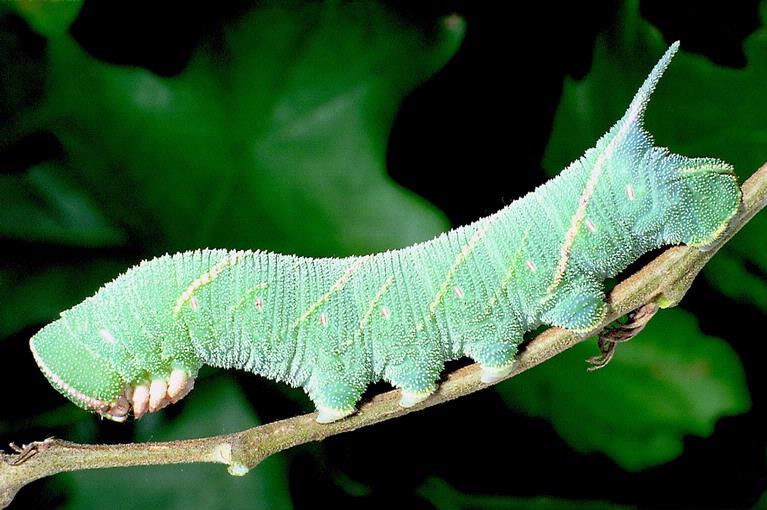
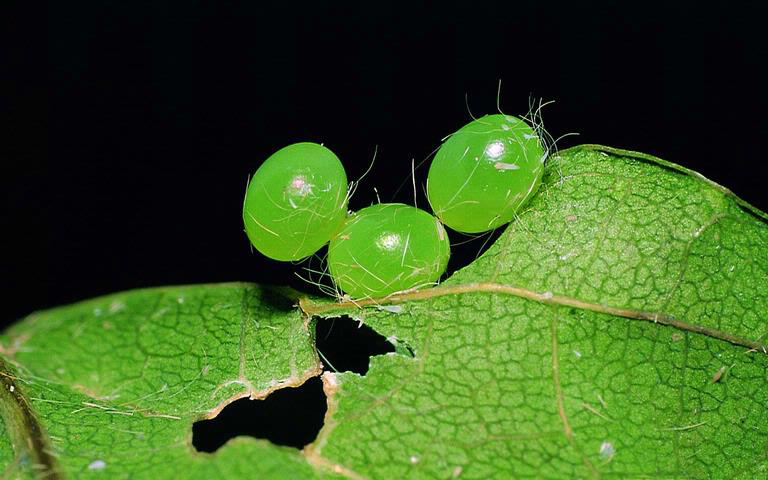
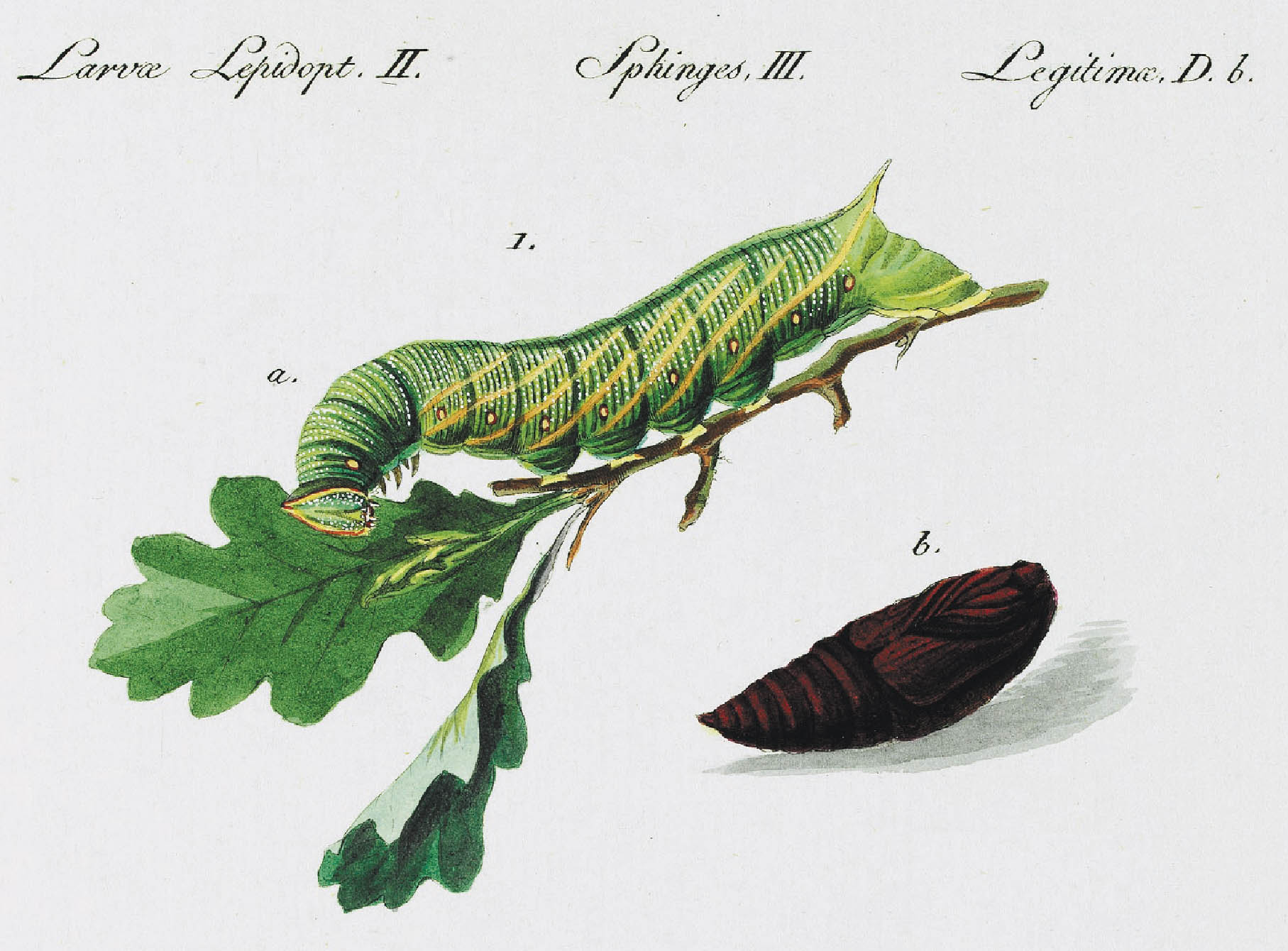
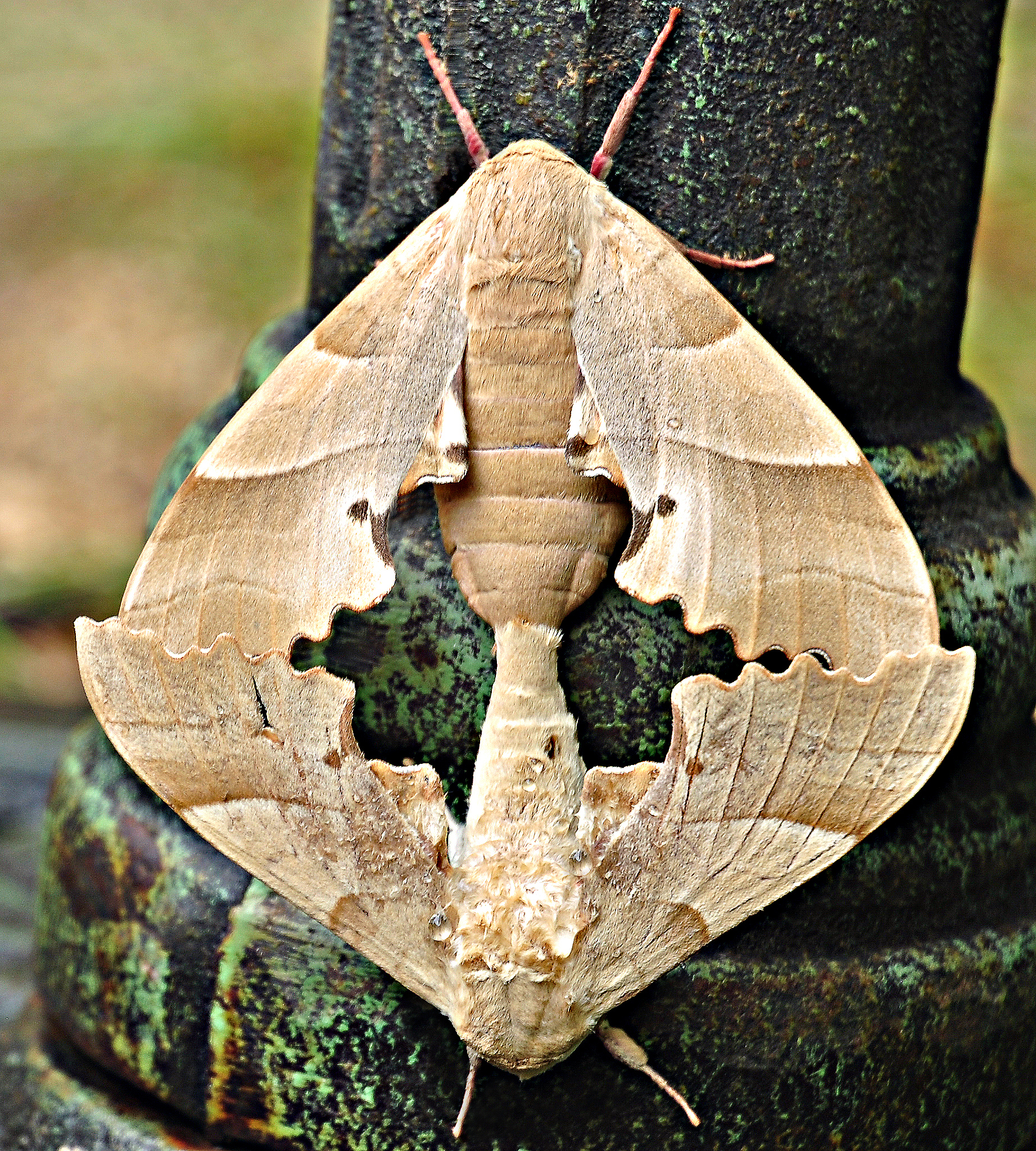